# Orlando Maniglia
Orlando Maniglia est un officier militaire et homme politique vénézuélien. Nommé amiral par le président Hugo Chávez, il est ministre de la Défense du Venezuela de 2005 à 2006.

## Biographie
Né Ramon Orlando Maniglia Ferreira, Orlando Maniglia est stagiaire des écoles militaires françaises avant de devenir amiral. Le président Hugo Chávez le nomme ministre de la Défense du Venezuela le 5 juillet 2005.
Le président Chávez souhaite revendre les avions de combat F-16 achetés aux États-Unis à l'Iran afin de contourner l'embargo décrété contre le régime de Téhéran mais lors d'une rencontre en mai 2006 avec le leader libyen d'alors Mouammar Kadhafi, le ministre Maniglia précise que le président n'a pas précisé si les vingt-et-un F-16 seraient revendus à l'Iran.
En juin 2006, où il est remplacé au ministère de la Défense par Raúl Isaías Baduel, futur figure de l'actuelle opposition vénézuélienne. Après trois années de séparation fin 2012, il est en cours de divorce avec Carmen Meléndez nommée ministre du Bureau de la présidence en octobre.